# أندي كيلنر
أندي كيلنر (بالإنجليزية: Andy Kilner)‏ هو لاعب كرة قدم ومدرب كرة قدم بريطاني، ولد في 11 أكتوبر 1966 في بولتن في المملكة المتحدة. لعب مع ستوكبورت كونتي ونادي ألترينتشام ونادي بوري ونادي بيرنلي ونادي ويتون ألبيون.

## وصلات خارجية
- أندي كيلنر على موقع قاعدة بيانات كرة القدم.إي يو (الإنجليزية)
- أندي كيلنر على موقع Soccerbase.com (مدرب) (الإنجليزية)